# Fortaleza da Ilha de Goreia

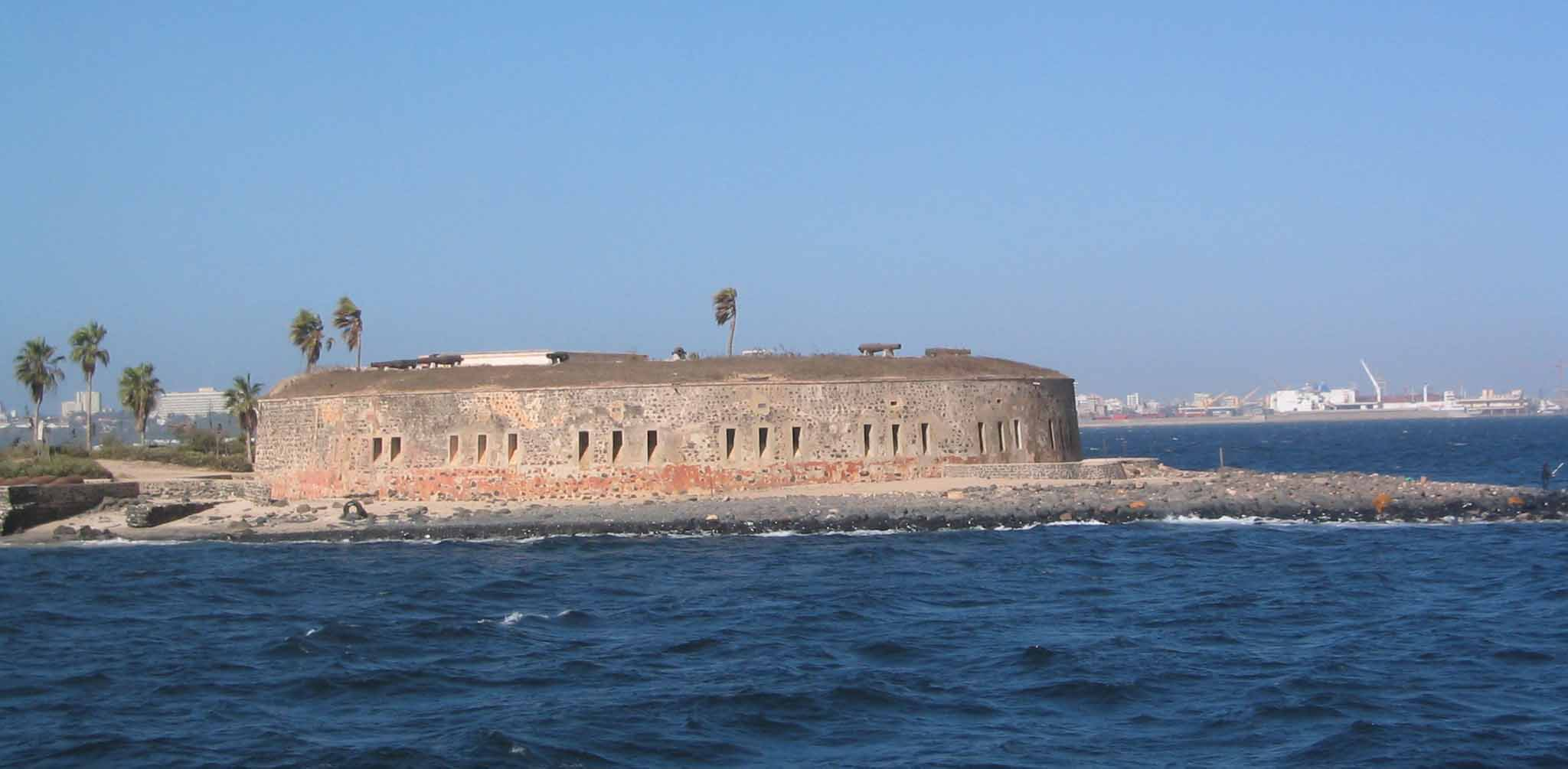
Forte d'Estrées, ilha de Goréia: actual Museu Histórico do Senegal.

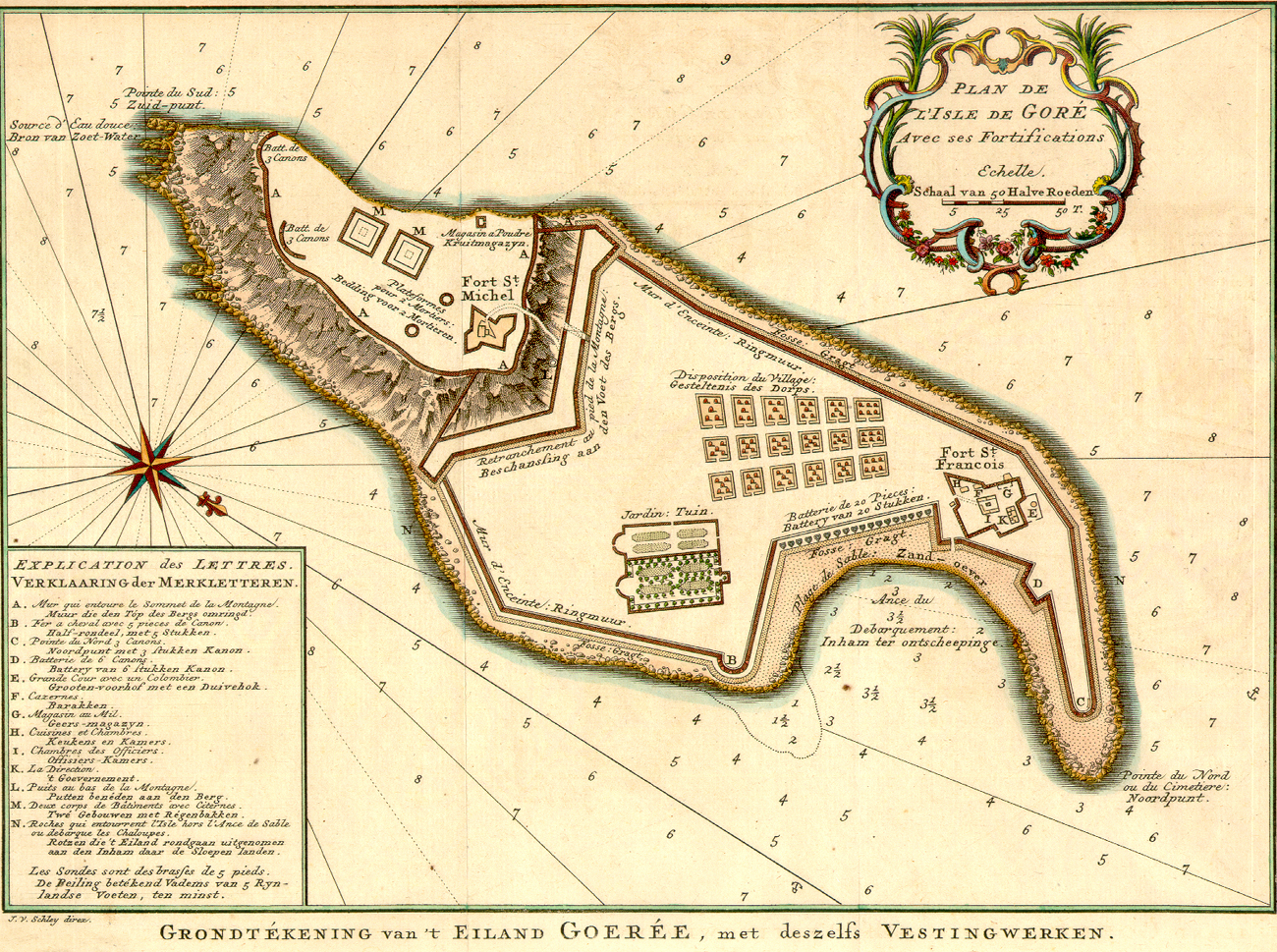
Planta da ilha de Goréia com suas fortificações (Amsterdam, 1772).

A Fortaleza da Ilha de Goreia localiza-se na ilha de Goreia, ao largo da costa do Senegal, frente a Dakar, na África Ocidental.
Foi, entre os séculos XV e XIX, um dos maiores centros de comércio de escravos africanos.

## História
A ilha foi descoberta pelo navegador português Dinis Dias em 1444. O forte-feitoria foi erguido por portugueses em 1536. Posteriormente esse entreposto foi, ao longo dos séculos, conquistado e administrado por Neerlandeses (1617), Franceses (1677), Ingleses (durante as Guerras Napoleónicas), e novamente por Franceses (de 1817 em diante).
A ilha e suas edificações encontram-se classificadas desde 1978 como Património da Humanidade pela UNESCO.